# Pieter Meijer

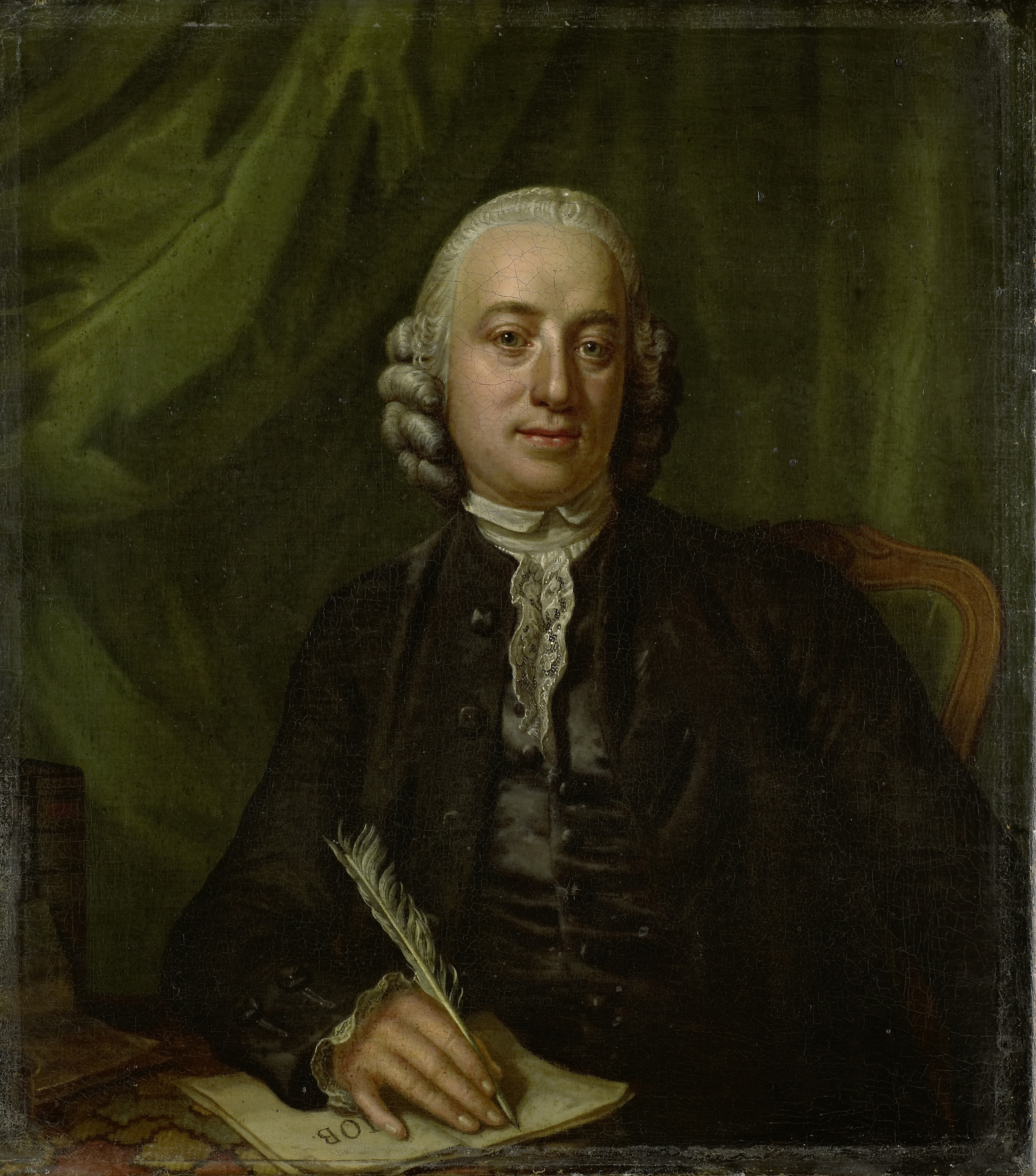
Collectie Rijksmuseum Amsterdam. Hendrik Pothoven (toegeschreven), tussen 1755 en 1781. Pieter Meijer werkend aan zijn vertaling van A Paraphrase on part of the book of Job van Edward Young.

Pieter Meijer (Amsterdam, 1718 - Amsterdam, 18 mei 1781) was een doopsgezinde uitgever die in Amsterdam op de hoek van de Vijgendam een succesvolle boekwinkel had. Een geschilderd portret is van hem overgeleverd en is toegeschreven aan Hendrik Pothoven. Meijer was getrouwd met Maria van Havik die in 1773 overleed. Met haar had hij drie dochters: Barbara Meijer (1749), Catharina Meijer (1754), Petronella Meijer (1758) en twee zonen: Cornelis (1751) en Gerrit (ook Gerard Josua) (1755).  Hij gaf onder andere het werk uit van Catharina de Wilde en Lucretia van Merken. In zijn boekwinkel verzamelde zich een kring van doopsgezinde en remonstrantse dichters:  P. Fontein, L. Pater, N. S. van Winter, S. Feitama, P. Huisinga Bakker, P. Burman jr., P. van den Bosch, H.J. Asschenberg, A. Hartsen, H.J. Roullaud, J. de Bosch. De dichteressen in deze kring: C.P. de Wilde, L.W. van Merken, C.L. de Neufville. Die dichteressen behandelde hij lang niet altijd naar behoren.
Samen met Johannes Lublink junior voerde hij de redactie over de Algemeene Oefenschoole (1757-1782) en De Rhapsodist (1771-1782). Streed in 1766 voor een tolerantere houding van de overheid ten opzichte van dissenterse geloofsgroeperingen, en veroorzaakte met de uitgave van de roman Bélisarius van J. Marmontel grote ophef onder orthodoxe gelovigen.

## Werk als dichter en vertaler
Als dichter maakte hij o.a een vertaling van "Fabels" van Christian Gellert. Hij schreef mee aan de vernieuwing  van het kerkgezang, anoniem uitgegeven in 1760 als Laus Deo Salus Populo. Meijer berijmde 6 psalmen (de nummers 75, 98, 114, 115, 125 en 141). Samen met Johannes Lublink junior vertaalde hij J.J. Dusch,  Zedelijke Brieven tot verbetering van het hart (2 dln. Amsterdam 1767); E. Young, De Centaurus, geen Verdichtsel in zes Brieven (Amsterdam 1768);  E. Young, ‘Poétische uitbreiding eener plaatste (hoofdst. 38-42), vs. 6) in het boek van Job, in  Nieuw Algemeen Magazijn 1-1 (1791) 133 

## Overige bezigheden
Meijer was een van de oprichters van de Maatschappij tot Redding van Drenkelingen. Hij was lid van de Maatschappij Nederlandse Letterkunde.